# ريان ماكلولين
ريان ماكلولين (بالإنجليزية: Ryan McLaughlin) مواليد 30 سبتمبر 1994 في بلفاست، هو لاعب كرة قدم أيرلندي شمالي. يلعب كمدافع. مثّل منتخب أيرلندا الشمالية لكرة القدم.

## مرحلة الشباب

### أندية لعب لها
- غلينافون
- نادي ليفربول

## المسيرة الاحترافية

### أندية لعب لها
- نادي ليفربول

## روابط خارجية
- ريان ماكلولين على موقع الاتحاد الأوربي (الإنجليزية)
- ريان ماكلولين على موقع الاتحاد الأوربي (الإنجليزية)
- ريان ماكلولين على موقع قاعدة بيانات كرة القدم.إي يو (الإنجليزية)
- ريان ماكلولين على موقع ناشيونال فوتبول تيمز (الإنجليزية)
- ريان ماكلولين على موقع Soccerbase.com (لاعب) (الإنجليزية)
- ريان ماكلولين على موقع Soccerway.com (الإنجليزية)
- ريان ماكلولين على موقع AS.com (الإسبانية)